# François Fernandez
Pour les articles homonymes, voir Fernández.
François Fernandez (Rouen, 22 février 1960) est un violoniste français spécialisé dans l'interprétation historiquement informée.

## Carrière
Né dans une famille de musiciens, François Fernandez commence très jeune l'apprentissage du violon classique, dès l'âge d'11 ans il étudie en parallèle le violon baroque avec Gilbert Bezzina, pour finalement se consacrer uniquement à l'instrument baroque. Quelques années plus tard il poursuit ces études avec Sigiswald Kuijken et obtient le diplôme de soliste en 1980. Dès ses dix-sept ans, il joue au sein de l'orchestre baroque La Petite Bande.
Il joue ensuite avec d'autres ensembles baroques en tant que soliste, notamment avec le Quatuor Kuijken, La Chapelle Royale, l'Orchestre du XVIIIe siècle, Les Agrémens, l'Ensemble 415, Melante 81, le Ricercar Consort, l'orchestre baroque Les Muffatti. Depuis plusieurs années, il se consacre à la musique de chambre avec les frères Kuijken, le Ricercar Consort et les frères Hantaï.
Outre le violon baroque, Fernandez joue l'alto, la viole d'amour, la viole de gambe et le violoncello da spalla. Il a enseigné aux conservatoires de Toulouse, Liège, Bruxelles et Trossingen. Depuis 1998, il enseigne le violon baroque au Conservatoire de Paris. En septembre 2009, François Fernandez succède à Sigiswald Kuijken pour la classe pour violon baroque au Conservatoire Royal de Bruxelles en plus il est professeur à l'institut supérieur de musique « IMEP » à Namur. Il donne régulièrement des classes de maître en Belgique, Allemagne, en Espagne et en Asie,.
En collaboration avec d'autres musiciens, Philippe Pierlot et Rainer Zipperling (1955-), il fonde en 1991 le label discographique « Flora ».